# Margaret Heckler
Margaret Mary Heckler, född O'Shaughnessy den 21 juni 1931 i Flushing, Queens, New York, död 6 augusti 2018 i Arlington, Virginia, var en amerikansk republikansk politiker och diplomat.
Hon studerade vid universitetet i Leiden, Albertus Magnus College och Boston College Law School. Hon inledde sin karriär som advokat i Massachusetts.
Heckler var ledamot av USA:s representanthus från Massachusetts 1967–1983. Hon blev känd som en liberal republikan, en så kallad Rockefeller Republican efter Nelson Rockefeller som var en ledande figur i partiets liberala falang. Hon var 1978 med om att grunda Congresswoman's Caucus som bestod av fjorton kongressledamöter från båda partierna som arbetade för jämställdheten mellan könen. Medan hon var emot abort, var hon inte en anhängare av ett abortförbud i USA:s konstitution under tiden som kongressledamot. Först som äldre blev Heckler en aktiv abortmotståndare som för en kampanj mot aborter.
När valdistriktsgränserna i Massachusetts ändrades, var hon tvungen att i 1982 års kongressval ställa upp mot en annan sittande kongressledamot, demokraten Barney Frank. Medan Heckler var en tidig favorit i valkampanjen, lyckades Frank besegra henne med klar marginal. Hon förlorade stödet av National Organization for Women, eftersom hon var emot användningen av federala pengar till aborter. Frank lyckades också porträttera henne som en anhängare av Ronald Reagan, eftersom hon tidigt hade varit för presidentens skattesänkningar, även om hon senare ändrade åsikt i frågan.
Hon tjänstgjorde som USA:s hälsominister 1983–1985 under president Reagan. USA:s senat godkände hennes utnämning med rösterna 82–3; alla tre som röstade emot var konservativa republikaner. Hon genomgick en skilsmässa från maken John under tiden som hälsominister. Därefter utnämndes hon till USA:s ambassadör i Republiken Irland. Heckler framträdde ofta på irländsk tv under tiden som ambassadör i försvar av Reagans politik. Hon var kvar i Dublin till slutet av Reagans andra mandatperiod som USA:s president i januari 1989.